# Hippotragus
A Hippotragus az emlősök (Mammalia) osztályának párosujjú patások (Artiodactyla) rendjébe, ezen belül a tülkösszarvúak (Bovidae) családjába és a lóantilopformák (Hippotraginae) alcsaládjába tartozó nem.

## Rendszerezés
A nembe az alábbi 2 élő faj és 1 kihalt faj tartozik:
- fakó lóantilop (Hippotragus equinus) (É. Geoffroy Saint-Hilaire, 1803) - típusfaj
- †kék lóantilop (Hippotragus leucopheas) (Pallas, 1766)
- fekete lóantilop (Hippotragus niger) (Harris, 1838)

## Képek

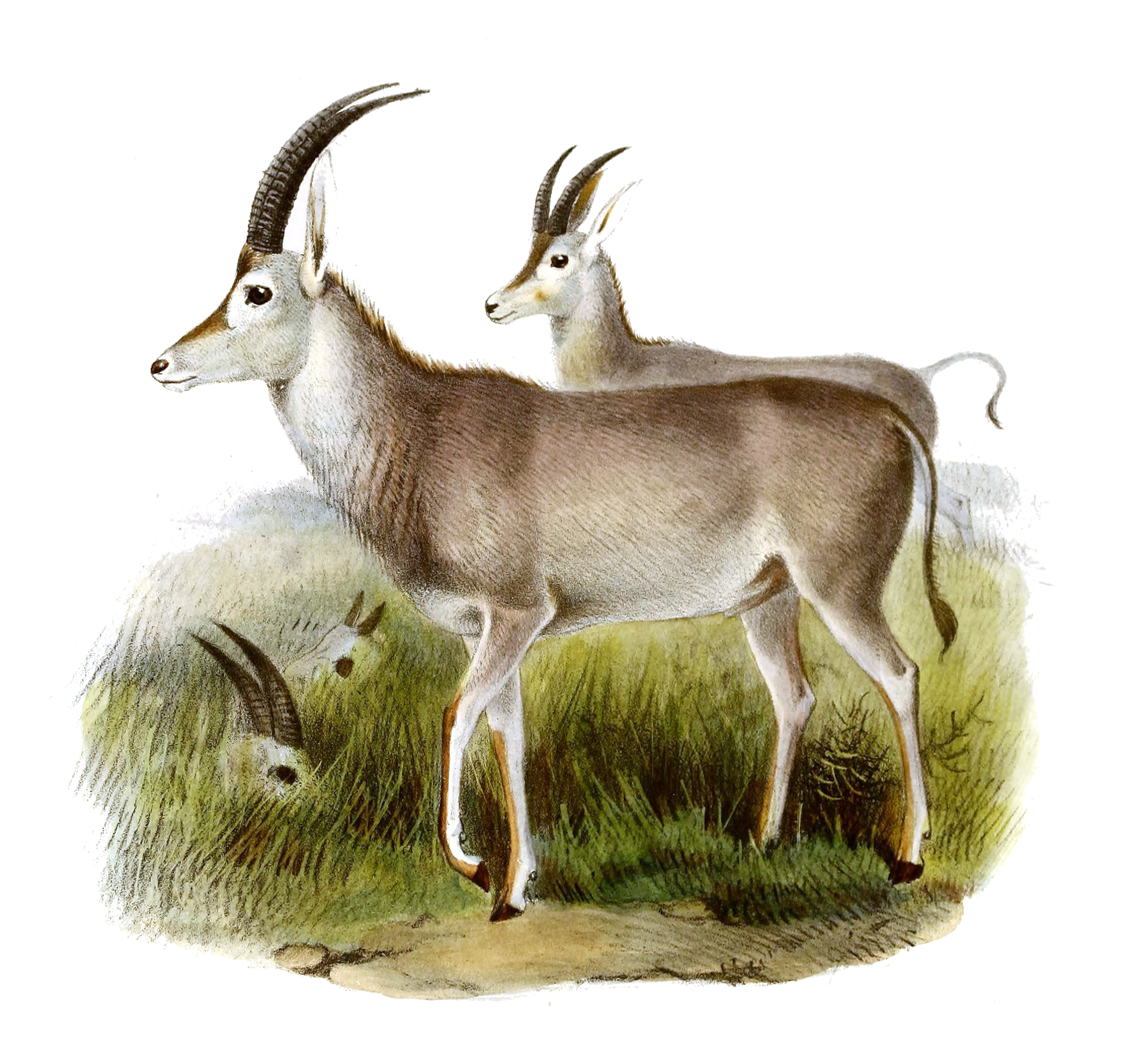
Hippotragus leucopheas
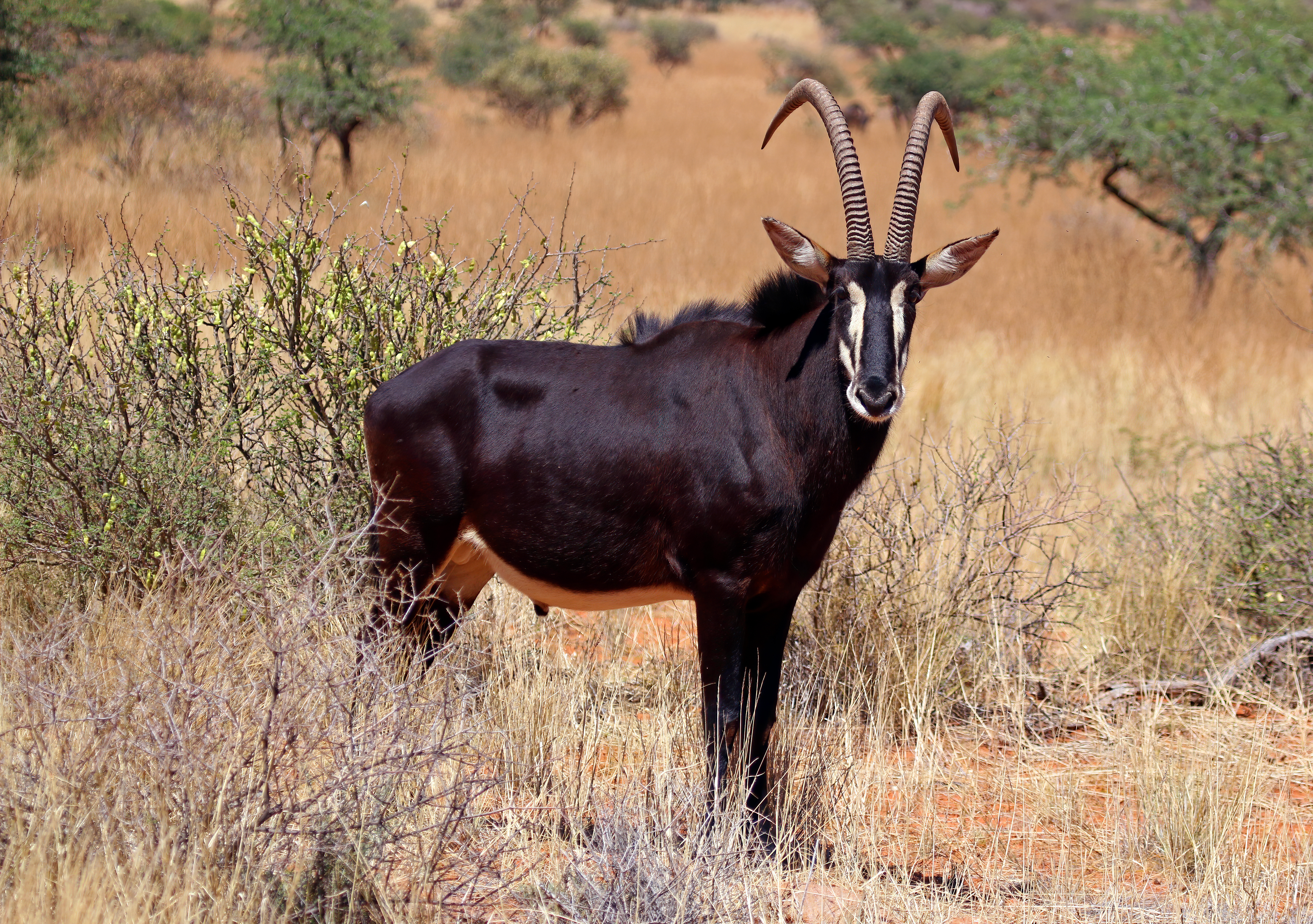
Hippotragus niger